# Janke Reitsma
Janke Reitsma (Driesum, 1988) is een Nederlandse romanschrijver, tevens orthopedagoog. 

## Levensloop
Janke Reitsma bracht haar jeugd door in het Friese dorp De Westereen, in een gezin met vier kinderen. Ze studeerde aan de Hanze Hogeschool en orthopedagogiek aan de Rijksuniversiteit Groningen. Ze volgde in 2018 schrijflessen aan de Zwolse afdeling van de Schrijversvakschool Groningen. In 2019 won ze een verhalenwedstrijd van het Nederlands Dagblad en KokBoekencentrum. Ze publiceerde in 2020 enkele korte verhalen in literair tijdschrift Liter. In 2021 verscheen haar debuutroman Niets ontgaat ons bij Uitgeverij Mozaïek, waarmee ze op de shortlist van de Hebban Debuutprijs stond. In 2024 verscheen haar tweede roman Alles wordt lichter, die werd uitgeroepen tot MEZZA Boek van het Jaar.